# Liste der Kulturdenkmale in Irbersdorf
In der Liste der Kulturdenkmale in Irbersdorf sind die Kulturdenkmale des Frankenberger Ortsteils Irbersdorf verzeichnet, die bis Oktober 2022 vom Landesamt für Denkmalpflege Sachsen erfasst wurden (ohne archäologische Kulturdenkmale). Die Anmerkungen sind zu beachten.
Diese Aufzählung ist eine Teilmenge der Liste der Kulturdenkmale in Frankenberg/Sa.

## Irbersdorf
| Bild                                    | Bezeichnung                                                            | Lage                         | Datierung                                                             | Beschreibung | ID       |
| --------------------------------------- | ---------------------------------------------------------------------- | ---------------------------- | --------------------------------------------------------------------- | --- | -------- |
| Direkt Bild zu diesem Denkmal hochladen | Wohnstallhaus und Seitengebäude eines ehemaligen Vierseithofes         | Hauptstraße 2 (Karte)        | Vor 1800 (Seitengebäude); bezeichnet mit 1824 (Wohnstallhaus)         | Landschaftstypische und zeittypische Wohn- und Wirtschaftsgebäude in Fachwerkbauweise, baugeschichtlich und wirtschaftsgeschichtlich von Bedeutung. - Wohnstallhaus: massiver, eingeschossiger Anbau auf der Rückseite, preußische Kappen im Stall (teilsaniert) - Stall: nachträglich verlängert, schlechter Bauzustand, zum Teil alte Schiebefenster erhalten Scheune im Jahre 1997 abgebrannt.                                                                                              | 09244252 |
|                                         | Spritzenhaus und Gedenkstein für die Gefallenen des Ersten Weltkrieges | Hauptstraße 16 (vor) (Karte) | Nach 1918 (Kriegerdenkmal); 1. Hälfte 20. Jahrhundert. (Spritzenhaus) | Ortsgeschichtlich von Bedeutung | 09244254 |
| Direkt Bild zu diesem Denkmal hochladen | Häuslerhaus                                                            | Hauptstraße 17 (Karte)       | Um 1800                                                               | Landschafts- und zeittypisches Häuslerhaus in Fachwerkbauweise, baugeschichtlich von Bedeutung. Obergeschoss mit Fachwerk, heute verschiefert, rückwärtiger Anbau ohne Denkmalwert (Wasserhaus: massiver eingeschossiger Anbau). | 09244250 |
| Direkt Bild zu diesem Denkmal hochladen | Wohnstallhaus, Scheune und zwei Seitengebäude eines Vierseithofes      | Hauptstraße 24 (Karte)       | Um 1800                                                               | Geschlossen erhaltene Hofanlage in relativ gutem Originalzustand, baugeschichtlich und wirtschaftsgeschichtlich von Bedeutung - Seitengebäude 1: ursprünglich Pferdestall und Bergeraum, Garageneinbauten - Seitengebäude 2: ursprünglich Schweinestall und Bergeraum, Reste von Fachwerk im Erdgeschoss - Scheune: Erdgeschoss mit Drempelgeschoss, flaches Satteldach, vermutlich ist das Dach mal gehoben worden - Wohnstallhaus: Fachwerk am Vordergiebel verändert, Haus ist modernisiert | 09244253 |
| Direkt Bild zu diesem Denkmal hochladen | Häuslerhaus                                                            | Hauptstraße 31 (Karte)       | Vor 1800                                                              | Traditionelles und landschaftstypisches Häuslerhaus, baugeschichtlich von Bedeutung. Obergeschoss Fachwerk, verbrettert und verputzt, im Erdgeschoss weitestgehend angepasst, Putz und Gewände verändert. | 09244255 |
| Direkt Bild zu diesem Denkmal hochladen | Östliches Seitengebäude und nördliche Scheune eines Vierseithofes      | Hintere Dorfstraße 6 (Karte) | Um 1700 (Scheune); nach 1800 (Seitengebäude)                          | Landschaftstypische Wohn- und Wirtschaftsgebäude eines Bauernhofes in Fachwerkbauweise, baugeschichtlich und wirtschaftsgeschichtlich von Bedeutung. - Scheune: verbretterter Fachwerkbau, eingeschossig mit Satteldach, eine Tenne, zwei Bansen und Durchfahrt - Seitengebäude: Auszugshaus, Garageneinbauten, einfaches Fachwerk ohne Streben, Satteldach, Porphyr-Fenster- und -Türgewände, Tür im Obergeschoss                                                                             | 09244251 |

## Tabellenlegende
- Bild: Bild des Kulturdenkmals, ggf. zusätzlich mit einem Link zu weiteren Fotos des Kulturdenkmals im Medienarchiv Wikimedia Commons. Wenn man auf das Kamerasymbol klickt, können Fotos zu Kulturdenkmalen aus dieser Liste hochgeladen werden:
- Bezeichnung: Denkmalgeschützte Objekte und ggf. Bauwerksname des Kulturdenkmals
- Lage: Straßenname und Hausnummer oder Flurstücknummer des Kulturdenkmals. Die Grundsortierung der Liste erfolgt nach dieser Adresse. Der Link (Karte) führt zu verschiedenen Kartendiensten mit der Position des Kulturdenkmals. Fehlt dieser Link, wurden die Koordinaten noch nicht eingetragen. Sind diese bekannt, können sie über ein Tool mit einer Kartenansicht einfach nachgetragen werden. In dieser Kartenansicht sind Kulturdenkmale ohne Koordinaten mit einem roten bzw. orangen Marker dargestellt und können durch Verschieben auf die richtige Position in der Karte mit Koordinaten versehen werden. Kulturdenkmale ohne Bild sind an einem blauen bzw. roten Marker erkennbar.
- Datierung: Baubeginn, Fertigstellung, Datum der Erstnennung oder grobe zeitliche Einordnung entsprechend des Eintrags in der sächsischen Denkmaldatenbank
- Beschreibung: Kurzcharakteristik des Kulturdenkmals entsprechend des Eintrags in der sächsischen Denkmaldatenbank, ggf. ergänzt durch die dort nur selten veröffentlichten Erfassungstexte oder zusätzliche Informationen
- ID: Vom Landesamt für Denkmalpflege Sachsen vergebene, das Kulturdenkmal eindeutig identifizierende Objekt-Nummer. Der Link führt zum PDF-Denkmaldokument des Landesamtes für Denkmalpflege Sachsen. Bei ehemaligen Kulturdenkmalen können die Objektnummern unbekannt sein und deshalb fehlen bzw. die Links von aus der Datenbank entfernten Objektnummern ins Leere führen. Ein ggf. vorhandenes Icon  führt zu den Angaben des Kulturdenkmals bei Wikidata.